# Osiedle Miłocin-św. Huberta
Osiedle Miłocin-św. Huberta – osiedle nr XXXII miasta Rzeszowa, utworzone na mocy uchwały Rady Miasta z dnia 26 marca 2019 r., dla przyłączonej do miasta z dniem 1 stycznia 2019 r. dotychczasowej wsi Miłocin oraz fragmentu obszaru odłączonego z Osiedla Staromieście. Według stanu na dzień 10 maja 2019 r. osiedle liczyło 749 mieszkańców. Według stanu na 31 października 2019 r. osiedle liczyło 758 mieszkańców.